# Cupressoideae
Cupressoideae je potporodica vazdazelenog drveća iz porodice čempresovki. Predstavnici ove potporodice nalaze se poglavito na sjevernoj hemisferi, uz nekoliko iznimaka na južnoj hemisferi.

## Rodovi
Ovoj potporodici pripadaju 22 roda.
1. Thujopsis Sieb. & Zucc., hiba; Japan
2. Thuja L., tuja; Sjeverna Amerika, istočna Azija
3. Calocedrus Kurz, kalocedar; Sjeverna Amerika, istočna Azija
4. Chamaecyparis Spach, pačempres; Sjeverna Amerika, istočna Azija
5. Cupressus L., čempres; Sredozemlje, Sjeverna Afrika, veliki dio Azije
6. Hesperocyparis Bartel & R.A.Price; Sjeverna Amerika do Hondurasa.
7. Fokienia A.Henry & H.H.Thomas, fokijenija; od Indokine do ist. Azije.
8. Juniperus L., borovica; umjerena do suptropska područja
9. Microbiota Komarov, mikrobiota; Sibir
10. Platycladus Spach; Kina
11. Tetraclinis Mast., člankoviti čempres; zapadno Sredozemlje
12. Xanthocyparis Farjon & T.H.Nguyên; Rasprostranjenost: Japan (1), SZ-Sjeverna Amerika (1), Vijetnam (1).
13. Austrocedrus Florin & Boutlelje, austrocedrus; jug Južne Amerike
14. Libocedrus Endl., libocedar; Rasprostranjenost: Novi Zeland (2), Nova Kaledonija (3).
15. Papuacedrus H.L.Li; Nova Gvineja
16. Pilgerodendron Florin; jug Južne Amerike
17. Actinostrobus Miq. ex Lehm.; Australija
18. Callitris Vent., kalitris; Rasprostranjenost: Australija, Tasmanija, Nova Kaledonija
19. Diselma Hook.f.; Tasmanija
20. Fitzroya Hook.f. ex Lindl., ficroja; jug Južne Amerike
21. Neocallitropsis Florin; Nova Kaledonija
22. Widdringtonia Endl., afrički čempres; Južna Afrika